# Mistrovství Evropy ve sportovním lezení 2013
Mistrovství Evropy ve sportovním lezení 2013 (anglicky: IFSC European Climbing Championship, francouzsky: Championnats d'Europe d'escalade) se uskutečnilo již po desáté, ve dvou termínech pod hlavičkou Mezinárodní federace sportovního lezení (IFSC). 12.-13. července ve francouzském Chamonix ME v lezení na obtížnost a rychlost a 31. srpna – 1. září v Nizozemském Eindhovenu ME v boulderingu.
Ve stejném roce proběhl v Grindelwaldu a Imstu také druhý ročník Mistrovství Evropy juniorů ve sportovním lezení mimo Evropský pohár juniorů ve sportovním lezení. Mistrovství Evropy v ledolezení se v roce 2013 nekonalo (lichý rok).

## Průběh závodů
Závodů se zúčastnili lezci a lezkyně z dvaceti šesti zemí. Slovinka Mina Markovič se zde stala vicemistryní ve dvou disciplínách.

### Češi na ME
Titul Mistra Evropy získal Libor Hroza v lezení na rychlost (a obhájil v roce 2015). Z dalších lezců si nejlépe vedli Jan Kříž v lezení na rychlost a Martin Stráník v boulderingu. Českou republiku reprezentovalo celkem dvanáct závodníků.

### Výsledky mužů a žen
| obtížnost                   | obtížnost                 | rychlost            | rychlost                | bouldering              | bouldering              |
| --------------------------- | ------------------------- | ------------------- | ----------------------- | ----------------------- | ----------------------- |
| muži                        | ženy                      | muži                | ženy                    | muži                    | ženy                    |
| 1. Romain Desgranges        | 1. Dinara Fachritdinovová | 1. Libor Hroza      | 1. Anna Cyganovová      | 1. Kilian Fischhuber    | 1. Anna Stöhr           |
| 2. Ramón Julián Puigblanque | 2. Mina Markovič          | 2. Marcin Dzienski  | 2. Aleksandra Rudzinska | 2. Dmitrij Šarafutdinov | 2. Mina Markovič        |
| 3. Jorg Verhoeven           | 3. Hélène Janicot         | 3. Danijil Boldyrev | 3. Julija Levočkinová   | 3. Jakob Schubert       | 3. Mélanie Sandoz       |
|                             |                           |                     |                         |                         |                         |
| 4.                          | 4.                        | 4.                  | 4.                      | 4.                      | 4.                      |
| 5.                          | 5.                        | 5.                  | 5.                      | 5.                      | 5.                      |
| 6.                          | 6.                        | 6.                  | 6.                      | 6.                      | 6.                      |
| 7.                          | 7.                        | 7.                  | 7.                      | —                       | —                       |
| 8.                          | 8.                        | 8.                  | 8.                      | —                       | —                       |
|                             |                           |                     |                         |                         |                         |
| 45. Tomáš Binter            | 38. Tereza Svobodová      | 24. Jan Kříž        | —                       | 27.-28. Martin Stráník  | 37.-42. Silvie Rajfová  |
| 46. Michal Rožek            | 42.-34. Jana Vincourková  | —                   | —                       | 45.-46. Jan Chvála      | 37.-42. Petra Růžičková |
| 48. Martin Jech             | —                         | —                   | —                       | —                       | 45. Karolína Nevělíková |
| 8 finalistů                 | 8 finalistek              | 4/8 finalistů       | 4/8 finalistek          | 6 finalistů             | 6 finalistek            |
| 26 semifinalistů            | 26 semifinalistek         | 16 semifinalistů    | 16 semifinalistek       | 21 semifinalistů        | 20 semifinalistek       |
| 49 mužů                     | 45 žen                    | 41 mužů             | 37 žen                  | 62 mužů                 | 46 žen                  |

### Čeští Mistři a medailisté
| Disciplína | Lezec/lezkyně | Zlato         | Stříbro | Bronz |
| ---------- | ------------- | ------------- | ------- | ----- |
| Rychlost   | Libor Hroza   | Zlatá medaile |         |       |

### Medaile podle zemí
| pořadí | stát       | Zlatá medaile | Stříbrná medaile | Bronzová medaile | celkem |
| ------ | ---------- | ------------- | ---------------- | ---------------- | ------ |
| 1.     | Rusko      | 2             | 1                | 1                | 4      |
| 2.     | Rakousko   | 2             | 0                | 1                | 3      |
| 3.     | Francie    | 1             | 0                | 2                | 3      |
| 4.     | Česko      | 1             | 0                | 0                | 1      |
| 5.     | Slovinsko  | 0             | 2                | 0                | 2      |
| 5.     | Polsko     | 0             | 2                | 0                | 2      |
| 7.     | Španělsko  | 0             | 1                | 0                | 1      |
| 8.     | Nizozemsko | 0             | 0                | 1                | 1      |
| 8.     | Ukrajina   | 0             | 0                | 1                | 1      |

### Zúčastněné země
| (dle nejlepšího závodníka) | (dle nejlepšího závodníka) | (dle nejlepšího závodníka) | (dle nejlepšího závodníka) | (dle nejlepšího závodníka) | (dle nejlepšího závodníka) | (dle nejlepšího závodníka) |
|                            | obtížnost                  | obtížnost                  | rychlost                   | rychlost                   | bouldering                 | bouldering                 |
| muži                       | ženy                       | muži                       | ženy                       | muži                       | ženy                       |                            |
| -------------------------- | -------------------------- | -------------------------- | -------------------------- | -------------------------- | -------------------------- | -------------------------- |
| 1.                         | Francie                    | Rusko                      | Česko                      | Rusko                      | Rakousko                   | Rakousko                   |
| 2.                         | Španělsko                  | Slovinsko                  | Polsko                     | Polsko                     | Rusko                      | Slovinsko                  |
| 3.                         | Nizozemsko                 | Francie                    | Ukrajina                   | Francie                    | Německo                    | Francie                    |
| 4.                         | Rusko                      | Belgie                     | Itálie                     | Rakousko                   | Itálie                     | Německo                    |
| 5.                         | Norsko                     | Rakousko                   | Rusko                      | Ukrajina                   | Francie                    | Rusko                      |
| 6.                         | Rakousko                   | Nizozemsko                 | Francie                    | Švýcarsko                  | Nizozemsko                 | Spojené království         |
| 7.                         | Švýcarsko                  | Itálie                     | Německo                    | Itálie                     | Švýcarsko                  | Norsko                     |
| 8.                         | Slovinsko                  | Norsko                     | Španělsko                  | Slovinsko                  | Ukrajina                   | Ukrajina                   |
| 9.                         | Itálie                     | Ukrajina                   | Rakousko                   | —                          | Slovinsko                  | Švýcarsko                  |
| 10.                        | Belgie                     | Švýcarsko                  | Nizozemsko                 | —                          | Lotyšsko                   | Nizozemsko                 |
| 11.                        | Ukrajina                   | Německo                    | Severní Makedonie          | —                          | Spojené království         | Itálie                     |
| 12.                        | Německo                    | Spojené království         | Spojené království         | —                          | Španělsko                  | Belgie                     |
| 13.                        | Izrael                     | Česko                      | —                          | —                          | Polsko                     | Finsko                     |
| 14.                        | Spojené království         | Švédsko                    | —                          | —                          | Finsko                     | Izrael                     |
| 15.                        | Švédsko                    | Španělsko                  | —                          | —                          | Česko                      | Česko                      |
| 16.                        | Česko                      | Dánsko                     | —                          | —                          | Litva                      | Dánsko                     |
| 17.                        | Severní Makedonie          | —                          | —                          | —                          | Irsko                      | —                          |
| 18.                        | —                          | —                          | —                          | —                          | Bulharsko                  | —                          |
| 19.                        | —                          | —                          | —                          | —                          | Belgie                     | —                          |
| 20.                        | —                          | —                          | —                          | —                          | Dánsko                     | —                          |
| 21.                        | —                          | —                          | —                          | —                          | Slovensko                  | —                          |
| 22.                        | —                          | —                          | —                          | —                          | Norsko                     | —                          |
| 23.                        | —                          | —                          | —                          | —                          | Rumunsko                   | —                          |
| (26)                       | 17                         | 16                         | 12                         | 8                          | 23                         | 16                         |